# IFA G5
De IFA G5 was een vrachtwagen voor algemeen gebruik geproduceerd door de Oost Duitse fabrikant IFA voor de nationale krijgsmacht. Het voertuig was in productie tussen 1952 en 1964. Er zijn ongeveer 25.000 stuks gemaakt in diverse uitvoeringen.

## Geschiedenis
Het prototype van deze vrachtwagen werd in 1952 gepresenteerd en het voertuig bleef tot 1964 in productie bij VEB Kraftfahrzeugwerk "Ernst Grube" Werdau. Deze fabriek maakte deel uit van de Industrieverband Fahrzeugbau (IFA). De fabriek was weer een opvolger van de Schumann-fabriek in Werdau, die in 1945 werd gesloten.
De ontwikkeling van de vrachtwagen begon al tijdens de Tweede Wereldoorlog bij de Vogtländische Maschinenfabrik AG (Vomag). Nadat de Sovjet-bezettingsmacht Vomag kort na het einde van de oorlog volledig had ontbonden en ontmanteld, werd de ontwikkeling van de vrachtwagen voortgezet bij Auto Union en Horch.
Het voertuig was ook bedoeld voor militair gebruik in de Duitse Democratische Republiek (DDR). De "G" staat voor “Gelände” (Nederlands: terrein) en de "5" voor het laadvermogen van 5 ton.
Ondanks de relatief krachtige motor van 120 pk was de G5 aantoonbaar langzamer dan de vergelijkbare Sovjet ZIS-151 die een lichtere motor had van 98 pk. Bestuurders beschreven de G5 als een "lahme Kiste" (Nederlands: kreupele bak).
Na de G5/1 en G5/2 werd nog enige tijd gewerkt aan een nieuw model, de G5/3. Deze zou een luchtgekoelde V8-dieselmotor krijgen met een vermogen van 150 pk en een cilinderinhoud van 12,5 liter. Na de bouw van zes exemplaren, tussen 1958/59 en 1961, werd in mei 1962 de ontwikkeling hiervan stopgezet. De reden hiervoor was het besluit om de IFA W50 in productie te nemen.

## Beschrijving
De G5 had een torpedofrontcabine. De G5/1 had een zescilinder dieselmotor met een vermogen van 120 pk. De G5/2 was uitgerust met een zwaardere motor van 150 pk. Beide versies waren voorzien van drie assen en alle zes wielen werden aangedreven (6x6). Het laadgedeelte had een vlakke vloer en kon worden afgeschermd met een canvas dak. De brandstoftank had een capaciteit van 150 liter. Van deze modellen zijn ongeveer 25.000 exemplaren gebouwd.
Van het voertuig zijn diverse versies in productie genomen, zoals kiep- en kraanwagen, voertuigen met een vaste opbouw, tank- en brandweerwagen, maar ook versies met een waterkanon en voorzien van ontsmettingsinrichtingen.

## Inzet
De belangrijkste klanten voor deze vrachtwagen waren de Nationale Volksarmee en de Deutsche Volkspolizei.
Omdat er in de DDR niet voldoende vrachtwagens beschikbaar waren, werden oude G5's van het Noord-Vietnamese leger hergebruikt door landbouwcoöperaties. De G5 werd ook door de brandweer gebruikt met een grotere cabine voor de bemanning.
Hoewel een laadvermogen van vijf ton doorgaans voldoende was voor militair gebruik en voor het gebruik in terrein, voldeed dit slechts in beperkte mate aan de commerciële behoeften. De vrachtwagen was te duur voor de hoeveelheid vracht die het kon meenemen. Dit leidde ertoe dat de G5 met de komst van alternatieve vrachtwagens nauwelijks meer werd ingezet.

## Foto’s

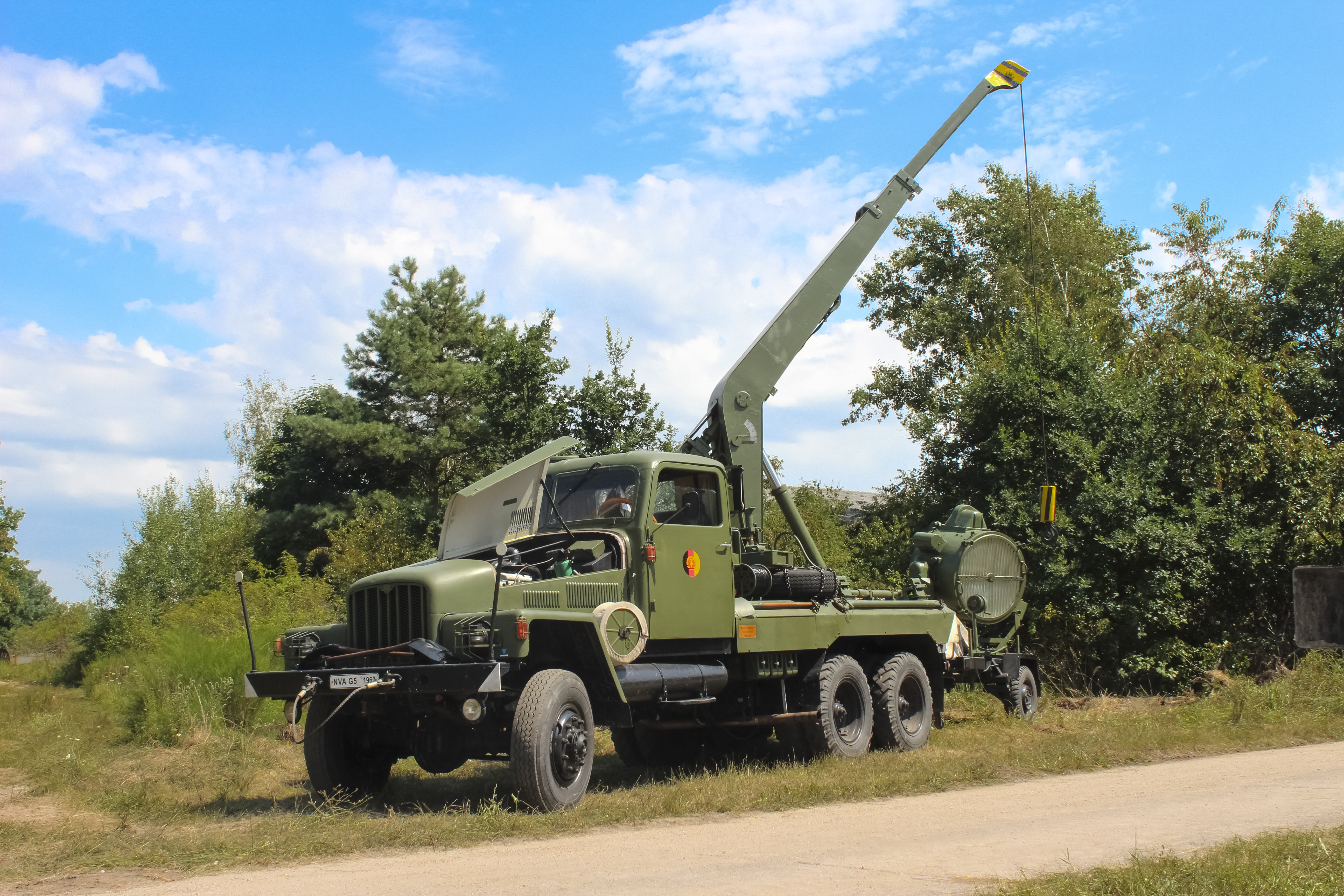
Kraanwagen
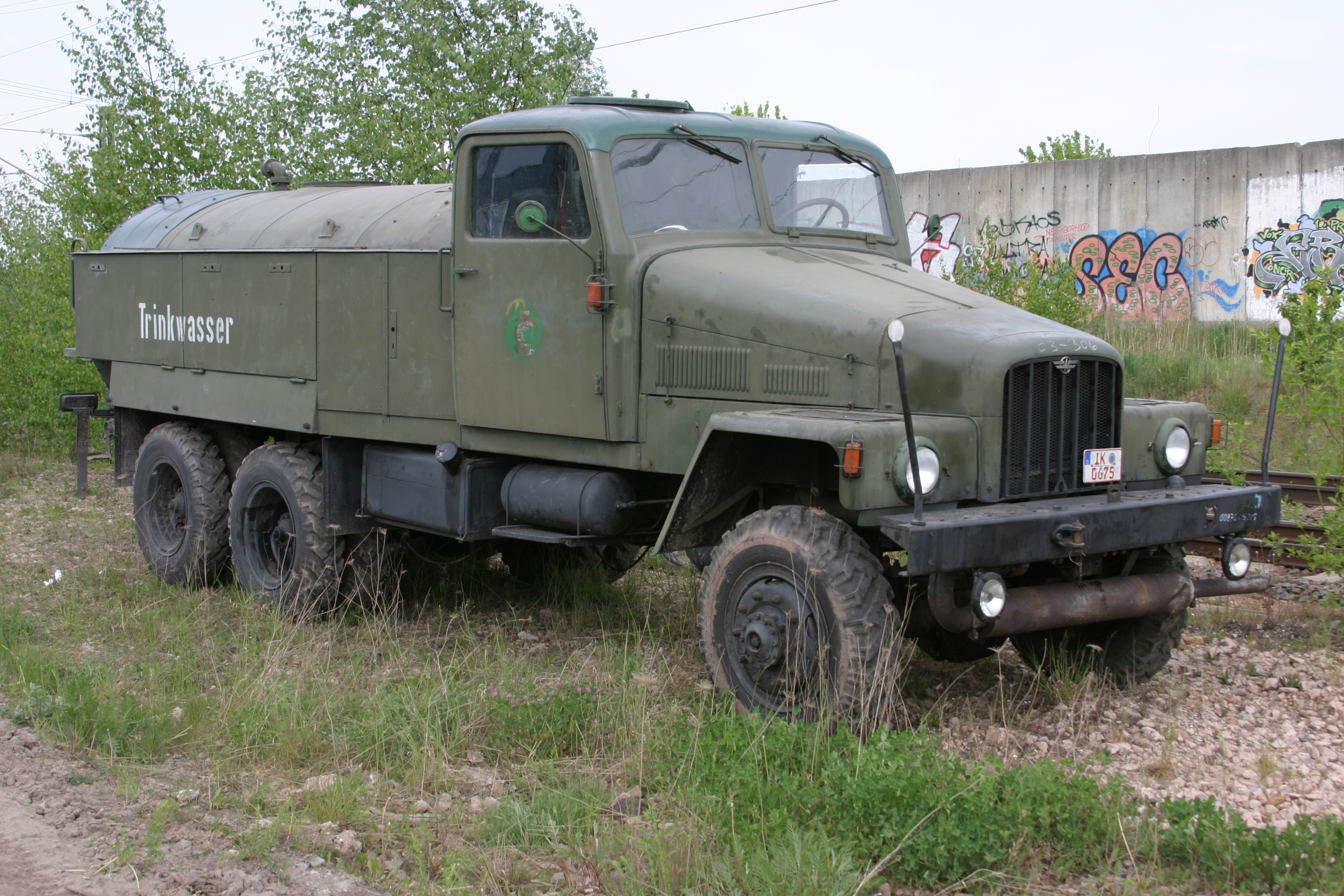
Tankwagen
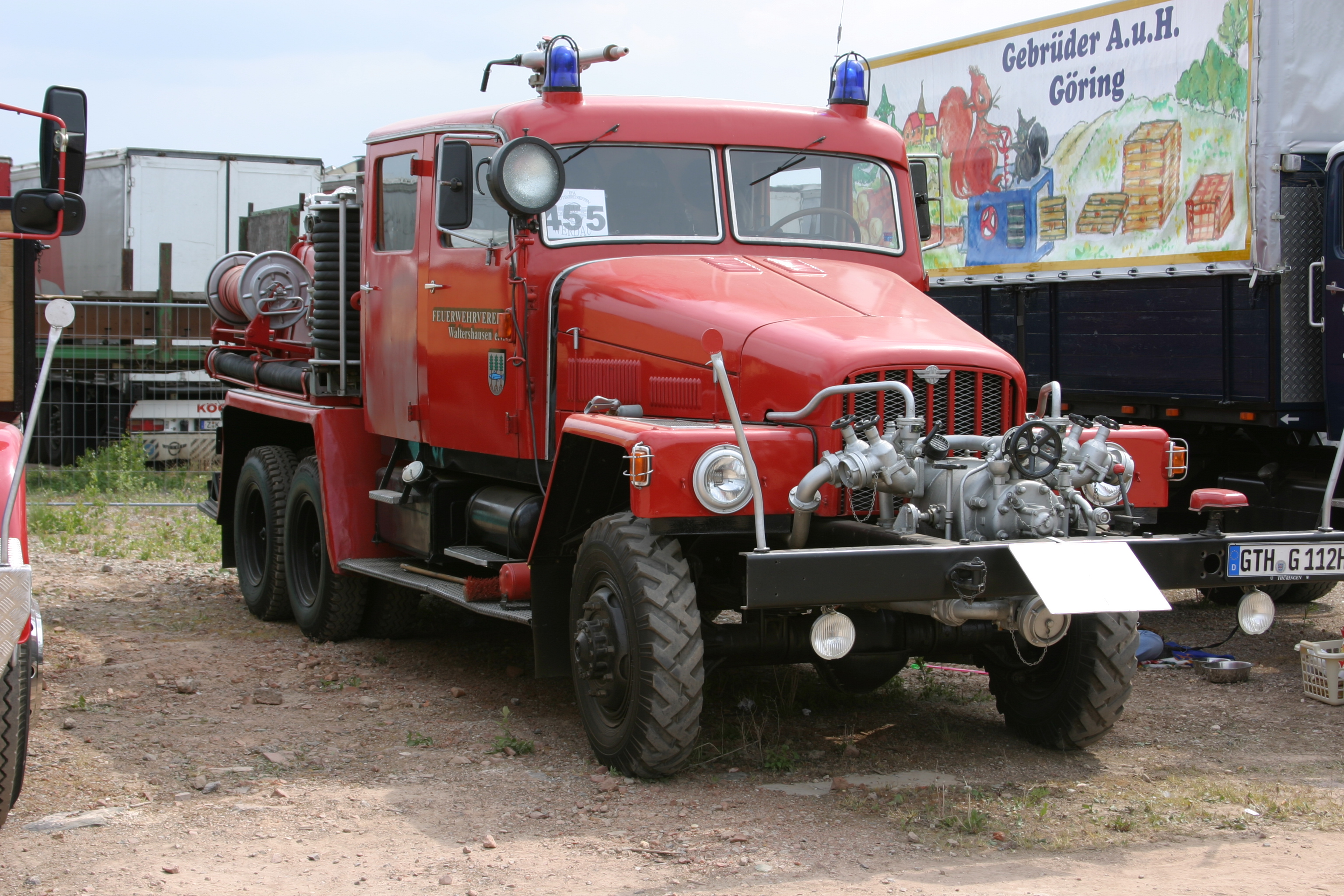
Brandweerwagen
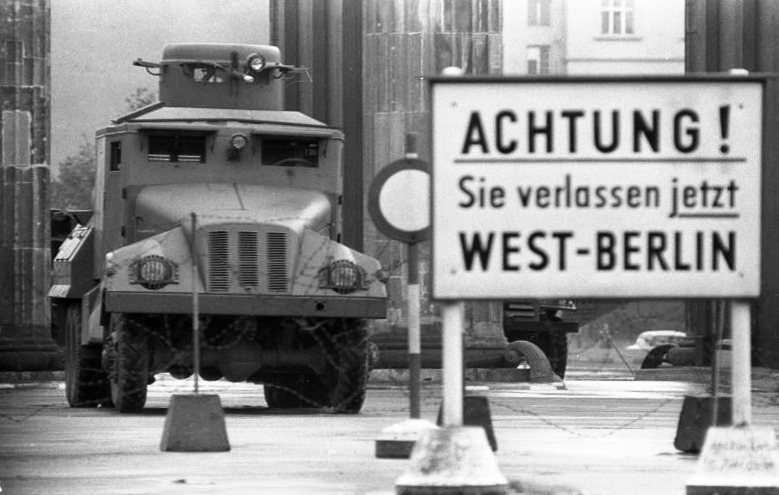
G5 met waterkanon